# Kopalja
Kopalja (mađ. Kapolya) je seosko naselje u jugoistočnoj Mađarskoj.

## Zemljopisni položaj
Nalazi se nedaleko od Rima.

## Upravna organizacija
Nalazi se u bajskoj mikroregiji u Bačko-kiškunskoj županiji. Upravno pripada selu Rimu. a uz ovo selo to su još i Álmos, Posna (mađ. Koplaló) i Szentpál.
Poštanski je broj 6446. 

## Stanovništvo
Naziva za stanovnike Kopalje su Kopljanin i Kopljanka.